# Cascade du Bruscher
La cascade du Bruscher est une chute d'eau du massif des Vosges située sur la commune de Ranspach dans le Haut-Rhin.